# Kingu (Gott)
Kingu ist ein babylonischer Gott, der in der Enuma Eliš, dem babylonischen Schöpfungsmythos der Menschen, eine wichtige Rolle spielt. Der aus der Rebellion der Igigu resultierte.
Seine Mutter Tiamat nimmt ihn nach dem Tod des Abzu zum Gemahl. Sie will ihn zum obersten Gott erheben und gibt ihm die Tafeln des Schicksals, die er um seine Brust trägt. Jedoch unterbindet Marduk diesen Plan und tötet Kingu. Marduk erhält die Schicksalstafeln, die er fortan um die Brust gebunden trägt.
Aus Lehm und dem Blut des Kingu wird der erste Mensch geschaffen.